# Dreiländerspitze
Dreiländerspitze er et af de højere bjerge i bjergkæden Silvretta. Grænserne mellem Schweiz og delstaterne Vorarlberg og Tyrol i Østrig krydser toppen, og derfor har bjerget fået navnet Dreiländerspitze, som betyder Trelandstoppen.
- Dreiländerspitze med Vermunt-gletsjeren foran

| Bjerg | Spire Denne artikel om et bjerg eller en bjergkæde er en spire som bør udbygges. Du er velkommen til at hjælpe Wikipedia ved at udvide den. |